# Mesoleius furax
Mesoleius furax är en stekelart som beskrevs av Holmgren 1857. Mesoleius furax ingår i släktet Mesoleius, och familjen brokparasitsteklar. Arten är reproducerande i Sverige.